# Kevin Rosero
Kevin Duvan Ante Rosero (Bogotá, Colombia, 3 de diciembre de 1998) es un futbolista colombiano. Juega de extremo derecho y su equipo actual es el Necaxa de la Primera División de México.
Ante Rosero, se formó en las divisiones menores del Porto. Para la temporada (2017-2018) debutó profesionalmente en la quinta división de Portugal al servicio del Quarteirense en donde comparte plantel con varios jugadores latinos como sus compatriotas: Julián Bonilla, Yefersson Panesso, Camilo Babilonia y Jackson Usuga Mendoza. Posteriormente ficharía con el Santa Lucia de Malta equipo con el cual logra salir con 17 goles como máximo goleador de la temporada (2020-21) lo que le vale para ir al Volos de Grecia donde juega el bogotano Juan José Perea.

## Estadísticas
| Club                  | Div.                | Temporada           | Liga  | Liga  | Copa Nacional | Copa Nacional | Copa Internacional | Copa Internacional | Total | Total |
| Club                  | Div.                | Temporada           | Part. | Goles | Part.         | Goles         | Part.              | Goles              | Part. | Goles |
| --------------------- | ------------------- | ------------------- | ----- | ----- | ------------- | ------------- | ------------------ | ------------------ | ----- | ----- |
| Quarteirense Portugal | 5.ª                 | 2017-18             | ?     | ?     | Inexistentes  | Inexistentes  | Inexistentes       | Inexistentes       | ?     | ?     |
| Quarteirense Portugal | Total               | Total               | 0     | 0     | 0             | 0             | 0                  | 0                  | 0     | 0     |
| Santa Lucia Malta     | 1.ª                 | 2018-19             | 0     | 0     | 1             | 0             | Inexistentes       | Inexistentes       | 1     | 0     |
| Santa Lucia Malta     | 1.ª                 | 2019-20             | 19    | 2     | 1             | 0             | Inexistentes       | Inexistentes       | 20    | 2     |
| Santa Lucia Malta     | 1.ª                 | 2020-21             | 22    | 17    | 2             | 2             | Inexistentes       | Inexistentes       | 24    | 19    |
| Santa Lucia Malta     | Total               | Total               | 41    | 19    | 4             | 2             | 0                  | 0                  | 45    | 21    |
| Volos NFC · Grecia    | 1.ª                 | 2021-22             | 18    | 2     | 2             | 1             | Inexistentes       | Inexistentes       | 20    | 3     |
| Volos NFC · Grecia    | Total               | Total               | 18    | 2     | 2             | 1             | 0                  | 0                  | 20    | 3     |
| Total en su carrera   | Total en su carrera | Total en su carrera | 59    | 21    | 6             | 3             | 0                  | 0                  | 65    | 24    |

## Palmarés

### Distinciones individuales
| Distinción                               | Año     |
| ---------------------------------------- | ------- |
| Goleador de la Premier League (17 goles) | 2020-21 |